# La Reforma (Chiapas)
La Reforma es una localidad del estado mexicano de Chiapas. Es parte del municipio de Ocosingo.

## Demografía
| Gráfica de evolución demográfica |
|                                  |

| Censo | Población |
| ----- | --------- |
| 1980  | 207       |
| 1990  | 448       |
| 2000  | 459       |
| 2010  | 925       |
| 2020  | 1 186     |